# FedExForum
Le FedExForum est une salle omnisports située à Memphis, dans le Tennessee.
Depuis 2004, c'est le parquet des Grizzlies de Memphis de la National Basketball Association et de l'équipe masculine de basket-ball de l'Université de Memphis, les Memphis Tigers. Le FedExForum a une capacité de 18 165 places pour le basket-ball, 12 633 pour le hockey sur glace et dispose de 75 suites de luxe et 2 500 sièges de club.

## Histoire
La salle précédente des Grizzlies de Memphis et des Tigers de Memphis était la Pyramid Arena. Les travaux de la nouvelle arène commencèrent le 20 juin 2002 et le bâtiment fut ouvert au public le 6 septembre 2004. Le FedExForum fut construit pour un coût de 250 millions de dollars (issus de la Memphis Public Building Authority) et il est actuellement possédé par la ville de Memphis ; FedEx paie 4,5 millions de dollars par an pour les droits d'appellation qui arriveront à échéance en 2022. L'accord de 20 ans est d'une valeur totale de 90 millions de dollars. La salle a également les possibilités d'accueillir des matchs de hockey sur glace et des concerts. Le FedExForum fut conçu par le cabinet d'architectes Ellerbe Becket. Il couvre une surface de 75 000 mètres carrés.
La salle était la première arène à utiliser les nouvelles horloges « see-through » (voir à travers) qui permettent aux spectateurs assis derrière le panier de voir l'action du match sans que l'horloge interfère leurs champ de vision. L'idée est venue quand un fan de la National Basketball Association et des Nets du New Jersey qui était assis derrière le panier du Izod Center a envoyé un courriel au commissaire de la ligue David Stern, demandant la technologie pour améliorer sa vision du match. Ces nouvelles horloges ont été installées au Wachovia Center, Time Warner Cable Arena, TD Banknorth Garden, Rose Garden Arena et Philips Arena.
La salle accueille chaque année le tournoi de basket-ball masculin de la Conference USA depuis 2005. Elle sera l'emplacement d'une des quatre finales régionales du Championnat NCAA de basket-ball de 2009, et l'une des quatre finales régionales du Championnat NCAA de basket-ball féminin de 2010.

## Évènements
- Tournoi de basket-ball masculin de la Conference USA, depuis 2005
- PMG Clash of Legends, 27 avril 2007
- WWE Unforgiven, 16 septembre 2007
- Tournoi South Regional du Championnat NCAA de basket-ball, 27-29 mars 2009
- UFC 107 : Penn vs. Sanchez, 12 décembre 2009
- Tournoi Memphis Regional du Championnat NCAA de basket-ball féminin, 2010
- WWE Raw, 10 mars 2014

## Galerie

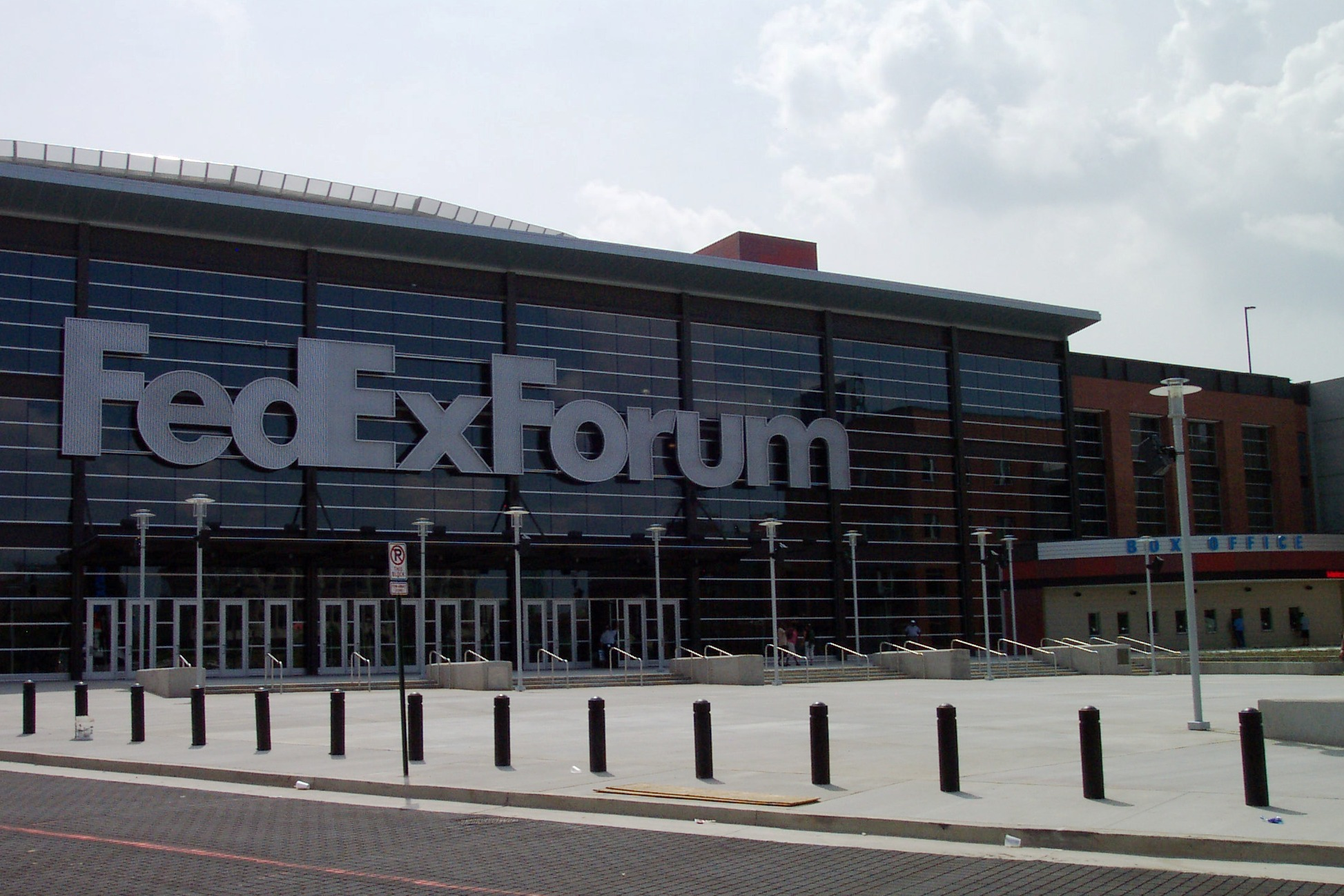
FedExForum
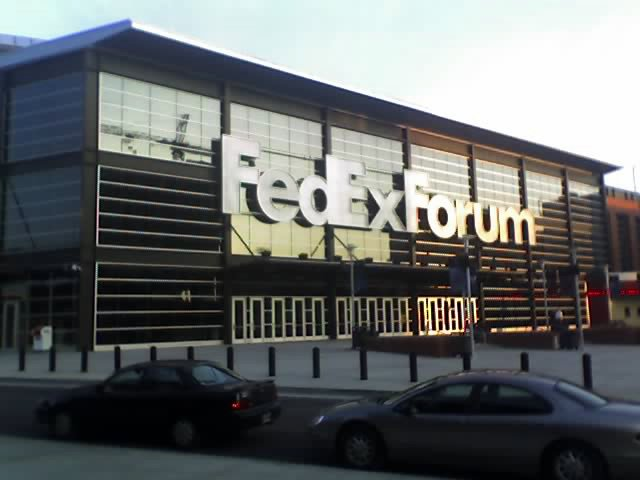
Façade extérieure
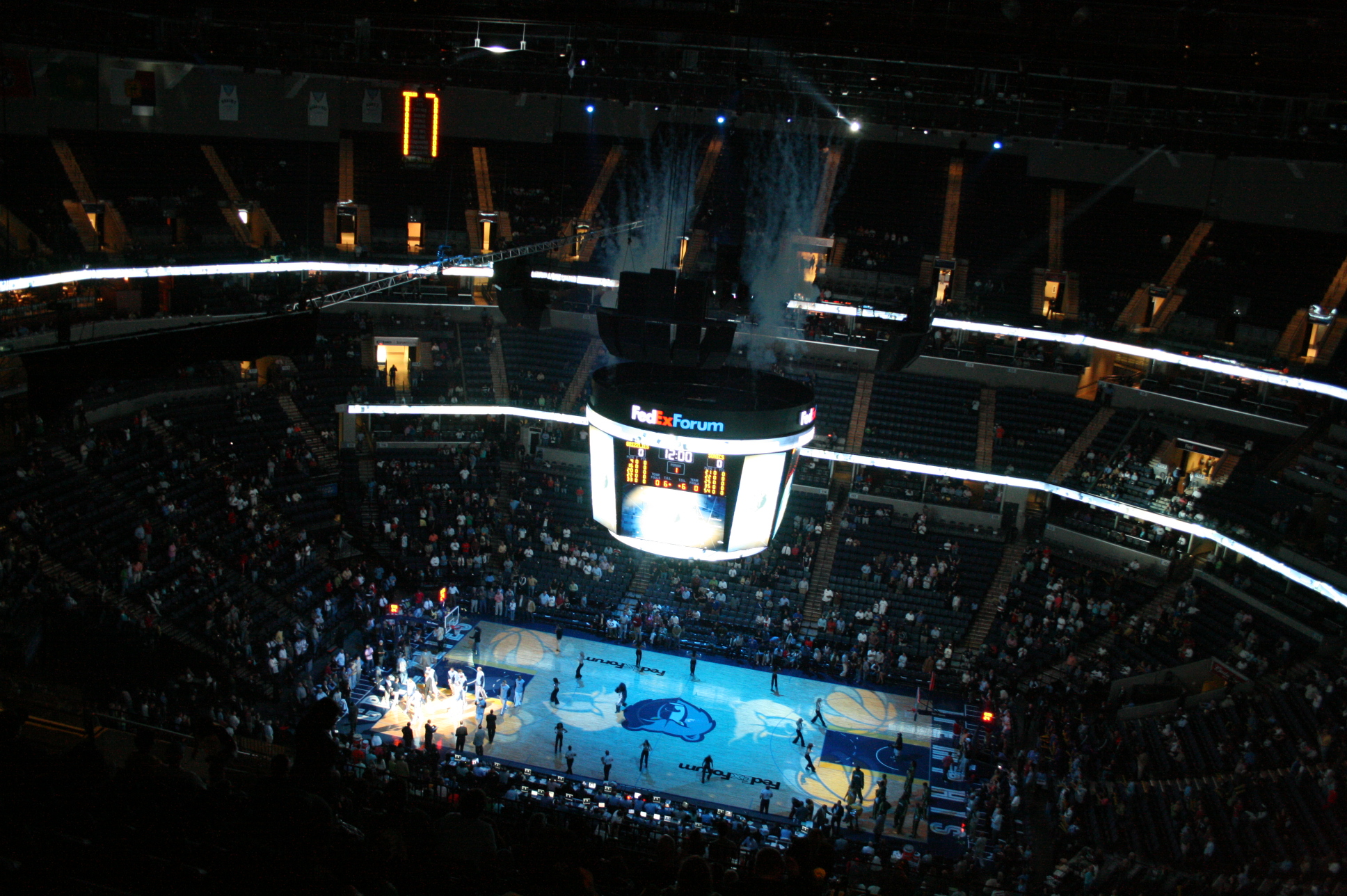
Match des Grizzlies
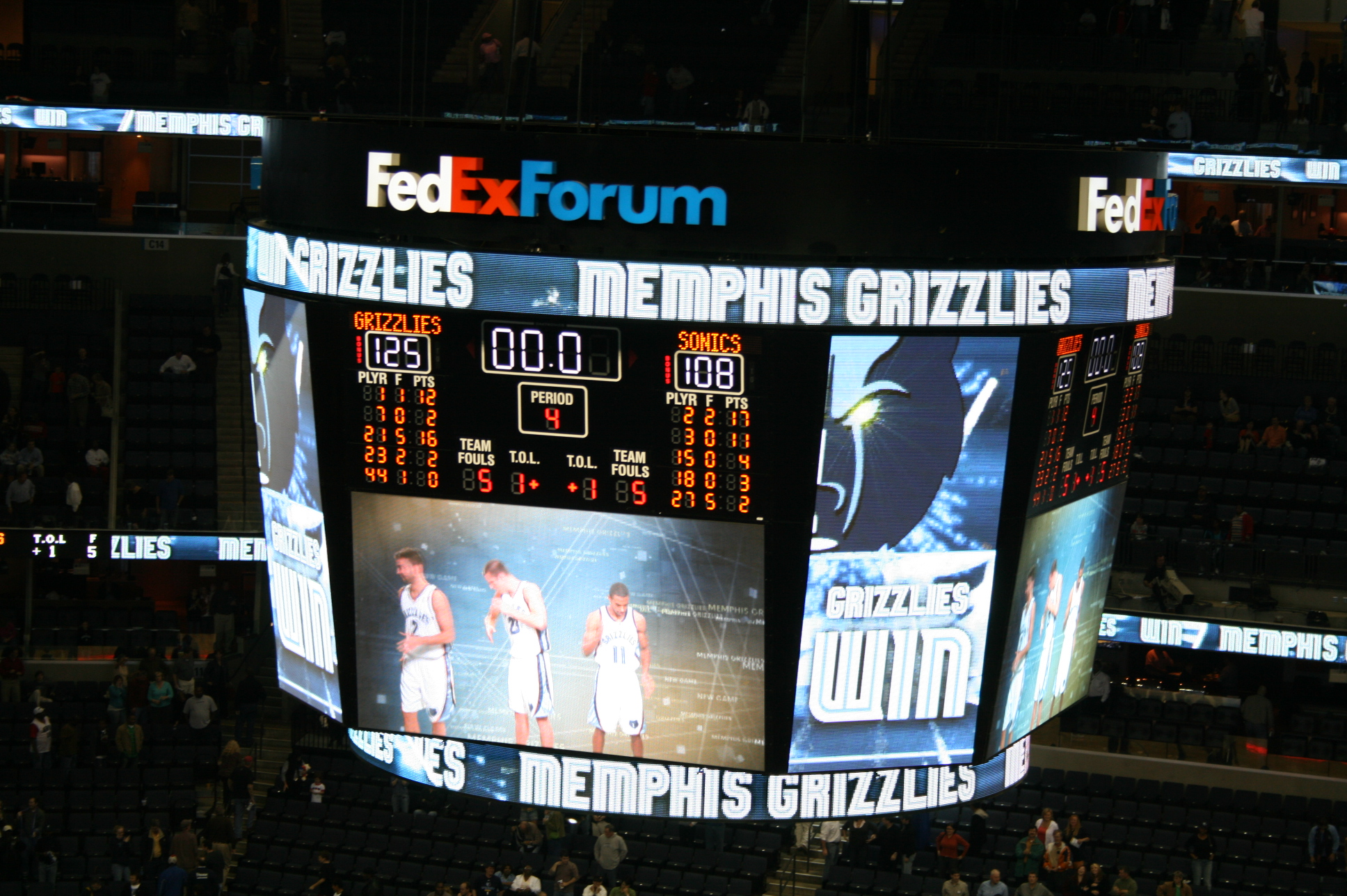
Tableau d'affichage
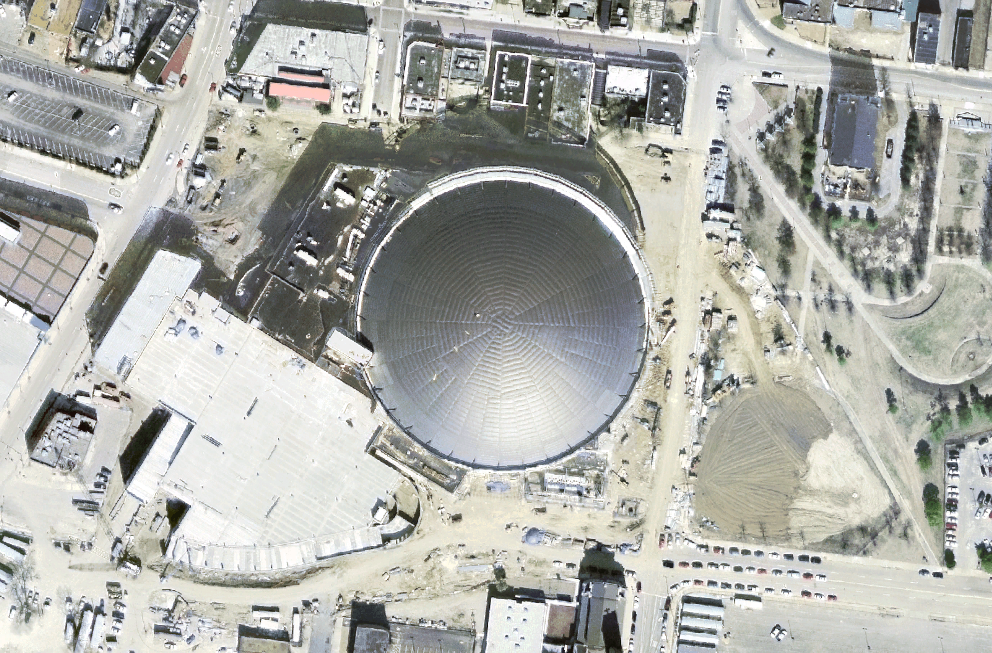
Image satellite prise pendant la construction